# Schouwburgplein (Kortrijk)
Het Schouwburgplein bevindt zich in de historische binnenstad van de Belgische stad Kortrijk. Het plein ontstond na het slopen van de Grote Lakenhalle die zwaar beschadigd was na bombardementen in 1944. Het rechthoekig plein is gesitueerd tussen de Havermarkt en de Doorniksestraat en heeft een oppervlakte van 5060 vierkante meter. Het uitzicht van het plein wordt gedomineerd door de gevel van de Stadsschouwburg en diverse patriciërshuizen, alle in Vlaamse neorenaissancestijl. Tegenwoordig is het plein autovrij en zijn er diverse cafés met terrassen.

## Geschiedenis

### Oude Lakenhallen
Op het huidige Schouwburgplein stonden vroeger woonblokken (die in 1900-1903 gesloopt werden) alsook de Lakenhalle. Het plein is ontstaan door het verdwijnen van de Grote Hallen. De Lakenhalle werd in 1411 opgericht en in 1548 aanzienlijk vergroot. Het gebouw stond te midden van het huidige Schouwburgplein. Het was 82,5 m lang en 15 m breed. In de 19de eeuw was het de kazerne van het tweede linieregiment. Rond 1905 werden de Grote Hallen volledig gerestaureerd en werd de empiregevel uit 1820 afgebroken. In 1911 werd op de eerste verdieping het Museum voor Oudheidkunde en Sierkunst ondergebracht, terwijl de benedenverdieping dienstdeed als tentoonstellingsruimte en 's maandags als handelsbeurs.
Aan de noordkant van het Schouwburgplein lag de Schouwburgstraat. Deze 15 m brede straat werd in 1903 getrokken om toegang te verlenen tot de geplande stadsschouwburg. In 1904 werden hiervoor de huizen Lahousse en Goethals in de Doorniksestraat en enkele huizen in de Hazelaarstraat onteigend om gesloopt te worden. Aanvankelijk heette deze straat Kunststraat.
Aan de zuidkant van Schouwburgplein lag de Grote Hallenstraat (later Burgemeester Reynaertstraat). Op 13 maart 1981 gaf de gemeenteraad de naam Schouwburgplein aan de vroegere Schouwburgstraat, het oostelijke gedeelte van de Burgemeester Reynaerstraat en het zuidelijke gedeelte van de Havermarkt.

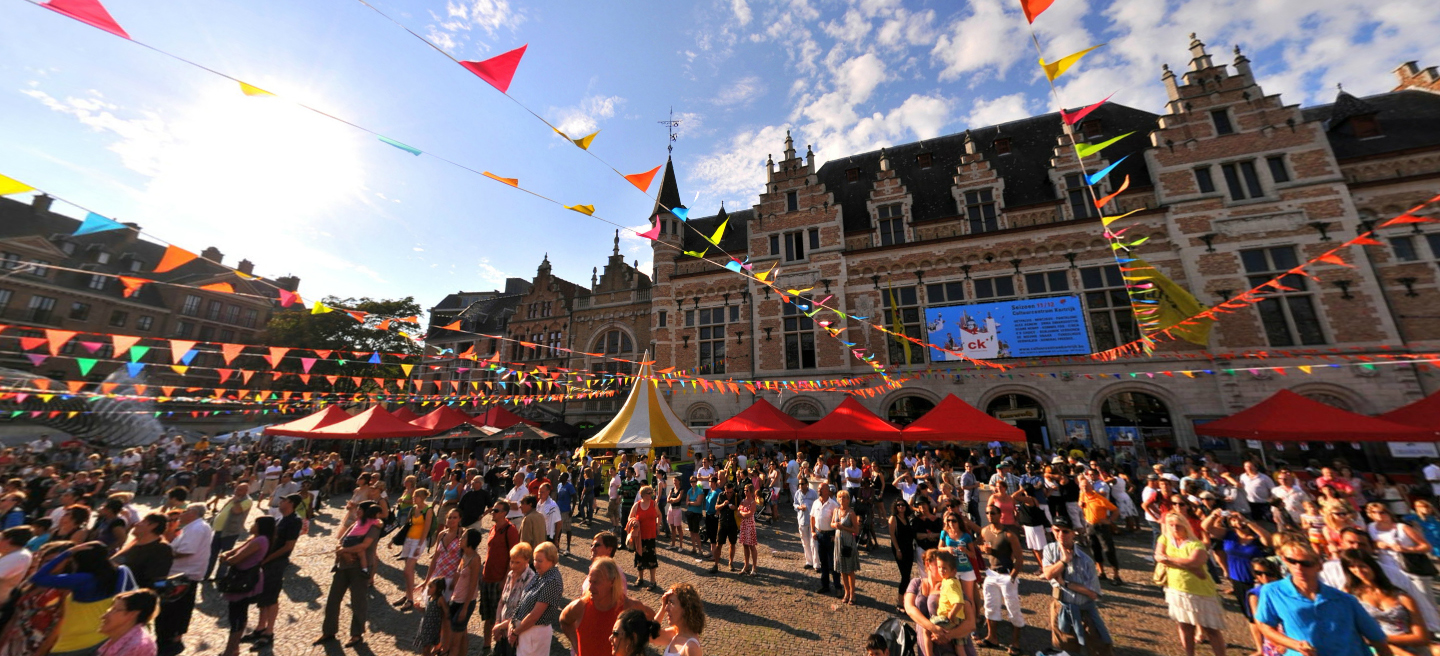
Het Schouwburgplein wordt vaak gebruikt als evenementenplein, zoals hier tijdens het Zomercarnaval.

### Vernietiging Lakenhallen in 1944
De Grote Hallen brandden af tijdens het bombardement van 21 juli 1944. In het puin, kant Doorniksestraat, werd een noodwoning opgetrokken, die tot in 1960 de functie van middenkantoor van de post vervulde.
Het doodvonnis van de Grote Hallen werd uitgesproken door de gemeenteraad van 25 oktober 1948, die besloot de status als bescherm monument op te heffen, het historische gebouw te slopen en niet te restaureren. Het puin van de Hallen werd in 1951 en 1960 opgeruimd. In 1954 en 1962 werd er een parkeerplein aangelegd.

### Omvorming tot stadsplein
Sedert 1962 staan op het Schouwburgplein Paasfoorattracties, die vroeger op de Wandelweg stonden.
Om tegemoet te komen aan een nijpend tekort aan parkeerplaatsen in de Kortrijkse binnenstad, besloot het college van burgemeester en schepenen begin jaren 1990 een ondergrondse parkeergarage te bouwen. Met toestemming van het bouwbedrijf kon de Archeologische Stichting voor Zuid-West-Vlaanderen tussen 18 januari en 15 juni 1993 noodopgravingen doen.

## Divers

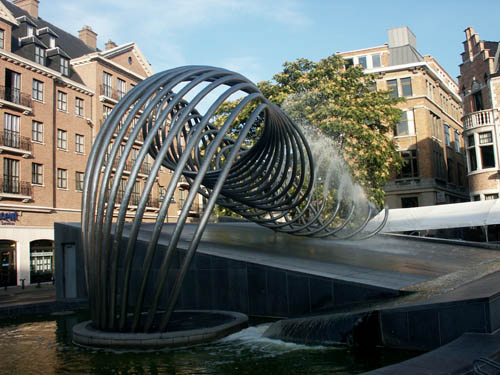
Fontein De Golf, O. Strebelle.

- Boven op de in- en uitrit van de ondergrondse parking bevindt zich de fontein De Golf, een werk van Olivier Strebelle. Het kunstwerk is 7 m hoog op 12 m lang en bestaat uit 11 gebogen buizen waaruit het water spuit.
- In het voorjaar van 2014 vindt op het Schouwburgplein het VTM-programma 'Mijn Pop-uprestaurant' plaats. Hierbij wordt een tijdelijk restaurant geopend op het Schouwburgplein.